# Путешествие в другой город
«Путеше́ствие в друго́й го́род» — советский художественный фильм 1979 года режиссёра Виктора Трегубовича с Кириллом Лавровым и Ириной Купченко в главных ролях.

## Сюжет
Сергей Игнатьевич Кириллов — советский руководитель, прибывший из Ленинграда в провинциальный город в командировку на строительство подведомственного объекта. На площадке выявлен ряд недостатков, Кириллов выступает с жёсткой критикой команды и принимает решительные меры.
Кириллов останавливается в гостинице и часто звонит по служебным делам. Его звонки принимает телефонистка Лина, их телефонное знакомство неожиданно заканчивается свиданием. Первая встреча молчаливого Кириллова и жизнерадостной Лины как будто не складывается, но они не теряют интереса друг к другу и продолжают общаться. Оба героя в разводе, хотя Лина поначалу отказывается верить в то, что Кириллов свободен.
В следующий приезд Кириллова мимолетная связь героев перерастает в нечто бо́льшее. Сергей и Лина проводят несколько незабываемых дней вместе. Кириллов настолько увлечён Линой, что даже ставит под угрозу свою репутацию и карьеру. Тем не менее, когда Кириллову нужно возвращаться в Ленинград, Лина сознательно обостряет ситуацию и настаивает на разрыве отношений.
Несмотря на то, что каждый из героев живёт своей жизнью, финал остаётся открытым. 

## В ролях
| Актёр                | Роль                                                                   |
| -------------------- | ---------------------------------------------------------------------- |
| Кирилл Лавров        | Сергей Игнатьевич Кириллов, председатель приёмной комиссии ГосКомСтроя |
| Ирина Купченко       | Лина, телефонистка                                                     |
| Виктор Проскурин     | Герман Николаевич Репин                                                |
| Игорь Горбачёв       | Иван Яковлевич, член контрольно-ревизионной комиссии                   |
| Михаил Погоржельский | Михаил Бонифациевич Хмельницкий, полковник в отставке                  |
| Михаил Езепов        | Овсянников                                                             |
| Виталий Юшков        | Беглов, инженер                                                        |
| Игорь Дмитриев       | Костя, друг Кириллова                                                  |
| Татьяна Пилецкая     | Кира, бывшая жена Кириллова                                            |
| Елена Кондулайнен    | Наташа, дочь Кириллова (озвучивание — Наталья Рычагова)                |
| Пётр Шелохонов       | Фёдор Илларионович, член приёмной комиссии                             |
| Евгений Шапиро       | Борис Александрович Малинин, художник-маринист                         |

## Съёмочная группа
- Режиссёр-постановщик - Виктор Трегубович
- Автор сценария - Анатолий Гребнев
- Оператор - Дмитрий Месхиев
- Композитор - Александр Колкер
- Художник-постановщик - Грачья Мекинян